# Jaroslav Ondroušek
Jaroslav Ondroušek (* 23. Juni 1923 in Říčany u Brna bei Brno; † 25. Mai 1943 in Breslau) war ein tschechischer Widerstandskämpfer gegen die deutsche Okkupation der Tschechoslowakei.

## Leben
Jaroslav Ondroušek stammte aus dem kleinen Ort Říčany u Brna. Nach dem Abschluss einer höheren Schule nahm er ein Studium auf. Seit 1939 arbeitete er illegal gegen die deutschen Besatzer. Weil ihn ein Spitzel verriet, wurde er von der Gestapo verhaftet und im Kounic-Studentenheim, dem damaligen Gestapogefängnis gefangen gehalten. Er wurde angeklagt und ein Gericht verurteilte ihn zum Tode. Am 25. Mai 1943 wurde er in Breslau hingerichtet.
Nach dem Urteilsspruch schrieb er am 10. Mai 1943 einen Abschiedsbrief an seine Eltern, der in einem Band Literarische Briefe veröffentlicht wurde und so weltweit bekannt geworden ist.